# Piz Tschierva
O Piz Tschierva, é um cume do Maciço Bernina nos Alpes com  3546 m de altitude que se encontra no cantão dos Grisões (Suíça). Próximo ficam o  Piz Morterats e  o Piz Bernina.

## Etimologia
Com o mesmo nome Tschierva, que quer dizer cervo (veado), existe o Piz Tschierva, o Glaciar Tschierva e a cabana  Tschierva no flanco meridional do glaciar.

## Ascensões
A primeira ascensão teve lugar a 18 de Agosto de  1850 por .Johann Coaz
A ascensão faz-se pela aresta Esta a partir da cabana de Tschierva ou pela cabana de Boval (FR).